# Mesochorus conicus
Mesochorus conicus är en stekelart som beskrevs av Dasch 1974. Mesochorus conicus ingår i släktet Mesochorus och familjen brokparasitsteklar. Inga underarter finns listade i Catalogue of Life.